# Antipathes umbratica
Antipathes umbratica är en korallart som beskrevs av Opresko 1996. Antipathes umbratica ingår i släktet Antipathes och familjen Antipathidae. Inga underarter finns listade i Catalogue of Life.